# Baj-patak
A Baj-patak a Mátrában ered, Recsk településtől délkeletre, Heves vármegyében, mintegy 510 méteres tengerszint feletti magasságban. A patak forrásától kezdve északi irányban halad, majd Recsk keleti részénél éri el a Parádi-Tarnát.

## Part menti település
A Baj-patak mentén fekvő Recsk településen közel 2700 fő él.